# Ałtajskij Traktor

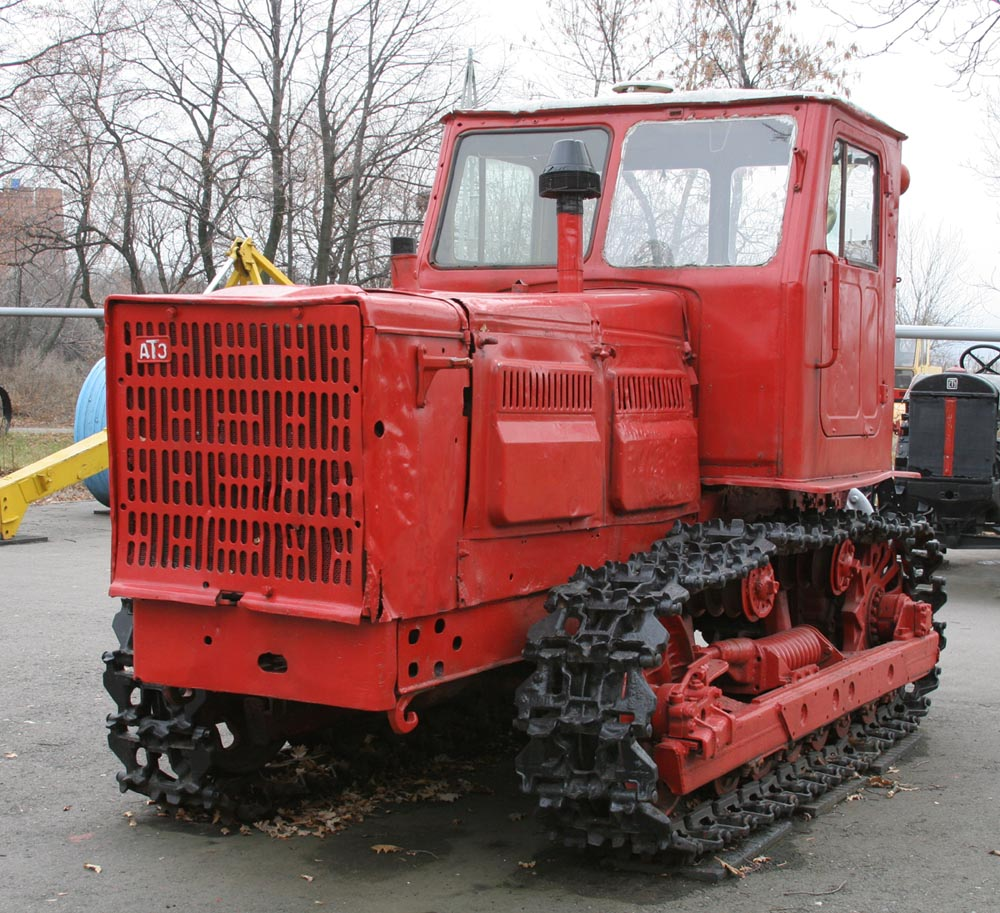
Ciągnik ATZ T-4A

Ałtajskij Traktor (ros. Алтайский трактор), dawniej Ałtajska Fabryka Traktorów (Алтайский тракторный завод), w skrócie ATZ (АТЗ) – fabryka sprzętu ciężkiego zlokalizowana w Rubcowsku w Kraju Ałtajskim w Rosji.

## Historia
Powstanie Ałtajskiej Fabryki Traktorów wiązało się z ewakuacją na wschód fabryk położonych w zachodniej części ZSRR po ataku Niemiec na ten kraj podczas II wojny światowej. W lutym 1942 roku do Rubcowska ewakuowano oprzyrządowanie i robotników Stalingradzkiej Fabryki Traktorów (STZ) i Charkowskiej Fabryki Traktorów (ChTZ). Pierwsze pomieszczenia fabryki zbudowano od podstaw w trudnych zimowych warunkach, częściowo w oparciu o istniejące magazyny ziarna. 24 sierpnia 1942 wyprodukowano pierwszy ciągnik – gąsienicowy typu STZ-NATI (nazwanego tam ASChTZ-NATI). Do grudnia 1943 roku powstał pierwszy tysiąc maszyn.
Po wojnie od 1952 roku rozpoczęto produkcję gąsienicowych ciągników dieslowskich DT-54, które wytwarzano tam aż do 1979 roku. Oprócz ciągników rolniczych, od 1957 roku produkowano ciągniki leśne, poczynając od TDT-60. Od 1965 roku produkowano gąsienicowy ciągnik T-4, jako pierwszy skonstruowany samodzielnie w zakładach, później we wzmocnionej wersji T-4A. 
Po rozpadzie ZSRR i transformacji ekonomicznej popyt na ciągniki spadł i zakład przeżywał trudniejszy okres, lecz utrzymał produkcję i rozszerzył jej asortyment poza ciągniki. W 1992 roku został przekształcony w otwartą spółkę akcyjną (OAO) Ałtajskij Traktor.

## Produkty

### Ciągniki rolnicze
- ASChTZ-NATI (1942-)
- DT-54 (1952–1979)
- T-4 (1965-)
- T-402 (lata 90.)
- T-501 (lata 90.)

### Ciągniki leśne
- TDT-60 (1957-)
- TDT-75 (1962-)
- TT-4